# 特迪公园

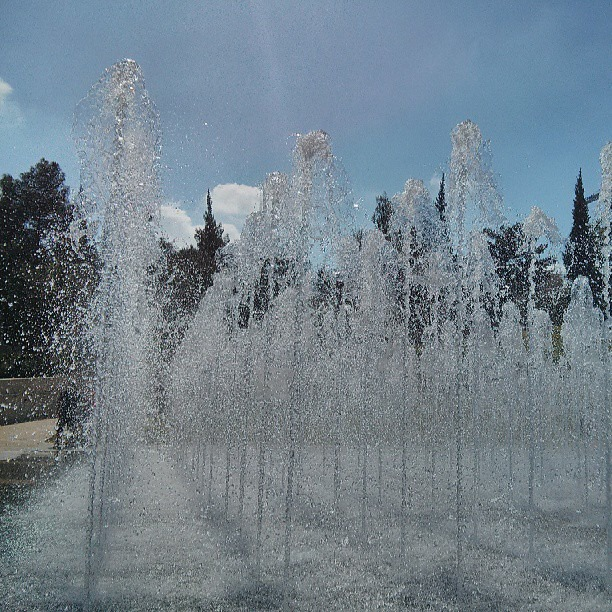
特迪喷泉

特迪公园是耶路撒冷市中心耶路撒冷老城城墙以外的一个公園，建于2013年，公園內有一個音乐喷泉（特迪喷泉）。
特迪公园得名于长期担任耶路撒冷市市长的特迪·科勒克。
特迪喷泉由Stéphane Llorca设计，音乐主题结合了犹太、阿拉伯和非洲音乐传统。其捐赠者为孩之宝前总裁，慈善家Alan Hassenfeld。